# Сан-Луис (Аризона)
Сан-Луис (англ. San Luis) — город в округе Юма в штате Аризона США. По данным переписи населения США 2020 года, численность населения составляла 35 257 человек.

## Население
| 2010[…] | 2020    |
| ------- | ------- |
| 25 505  | ↗35 257 |